# Kim Kold
Kim Kold (ur. 25 sierpnia 1965 w Kopenhadze) – duński kulturysta i aktor.

## Życiorys

### Wczesne lata
Urodził się w Kopenhadze w Danii. Rozegrał około 150 meczów piłkarskich jako bramkarz w niższych ligach. Jednak w wieku 27 lat zakończył karierę piłkarską. Pracował przez kilku lat w Danii jako ślusarz. Został także właścicielem własnej firmy ochroniarskiej w Puerto Banús w Hiszpanii.

### Kariera
W 1997 zainteresował się kulturystyką i rozpoczął swoją przygodę z treningami siłowymi. W 2006 otrzymał Danish National Bodybuilding Championship.
Debiutował rolą kulturysty Dennisa w filmie krótkometrażowym Dennis (2007), za którą został wyróżniony na Toronto Worldwide Short Film Festival. Zagrał potem w kilku filmach fabularnych, w tym w thrillerze I zbaw nas ode złego (Fri os fra det onde, 2009) jako Leif Christensen, Szybcy i wściekli 6 (Fast & Furious 6, 2013) u boku Vina Diesela i dramacie Perception (2016) jako Peter z Sharon Lawrence i Danielem Baldwinem. Za kreację 38-letniego kulturysty Dennisa, który marzy o znalezieniu prawdziwej miłości i nie potrafi wyzwolić się spod wpływów nadopiekuńczej matki w duńskim filmie Misiaczek (Teddy Bear, 2012) otrzymał za najlepszy występ nagrodę na Transilvania International Film Festival. W krótkometrażowym filmie Tomasza Bagińskiego Legendy Polskie: Smok (2015) pojawił się jako Smok wawelski.

## Zawody i konkursy
- 1997: BM – 2. miejsce
- 2001: DM – 3. miejsce
- 2002: DM – 5. miejsce
- 2004: Cph Gp – 3. miejsce
- 2004: Nutrition – 5. miejsce
- 2004: Sandefjord Gp – 1. miejsce
- 2004: NM – 4. miejsce
- 2005: Cph Gp – 5. miejsce
- 2005: Hammer Gp – 1. miejsce
- 2005: NM – 3. miejsce
- 2005: Oslo Gp – 4. miejsce
- 2006: Finsk Gp – 5. miejsce
- 2006: Loaded Cup – 4. miejsce
- 2006: DM – 1. miejsce

## Filmografia

### Filmy fabularne
- 2007: Dennis (film krótkometrażowy) jako Dennis
- 2009: Blå mænd jako Rocker
- 2009: Poklask (Applaus)
- 2009: I zbaw nas ode złego (Fri os fra det onde) jako Leif Christensen
- 2012: Misiaczek (Teddy Bear) jako Dennis
- 2013: Szybcy i wściekli 6 (Fast & Furious 6) jako Klaus
- 2014: Never Too Big … jako Roald
- 2015: Legendy Polskie: Smok (film krótkometrażowy) jako Smok wawelski
- 2016: Antboy 3 jako komandor Combat
- 2016: Star Trek: W nieznane (Star Trek Beyond) jako Zavanko
- 2016: Perception (TV) jako Peter

### Seriale TV
- 2009: The Killing jako gangster
- 2013: Aftenshowet w roli samego siebie
- 2013: Hand to Hand Fury w roli samego siebie